# Antocha (Antocha) styx
Antocha (Antocha) styx is een tweevleugelige uit de familie steltmuggen (Limoniidae). De soort komt voor in het Oriëntaals gebied.